# 스페인 식민지 레알
스페인 식민지 레알 또는 은 레알(스페인어: real de plata)은 스페인 제국령 아메리카와 필리핀의 통화였다.

## 역사

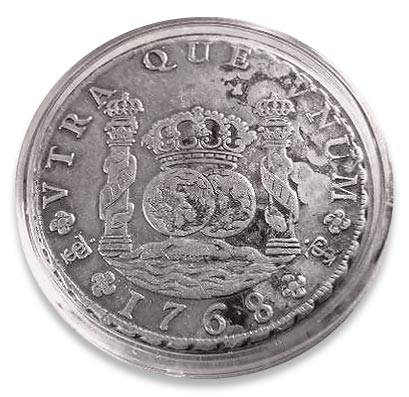
1768년 포토시 조폐창 발행 8레알 은화

1642년에 스페인 식민지 레알과 은동 레알(real de vellón)이 발행됐으며, 1스페인 식민지 레알은 2은동 레알 또는 68마라베디만큼의 가치를 가졌다. 이 동전들은 스페인 제국의 식민지 등에서 쓰였으며, 스페인 달러로 알려진 8레알 동전은 국제 무역의 기준 화폐가 됐다.
초기에 스페인 식민지 레알 동전들은 은괴에서 잘라낸 조각을 망치로 두드려 만들었는데, 가끔씩 모양이 불규칙했고 동전이 너무 두꺼운 경우에는 무게를 맞추고자 조폐창에서 깎아내는 경우도 있었다. 1732년경부터 나사프레스로 동전을 만들기 시작하며 상황이 나아졌다. ½, 1, 2, 4, 8레알 동전이 유통됐는데, 뉴잉글랜드에서 유통될 때 큰 동전들은 깎아지기도 했다. 레알은 '조각 (bit)'이라는 별명이 있었고, '두 조각 (two bits)'이라는 표현은 미국 쿼터 주화를 뜻하는 말이 됐다.
스페인 식민지 레알은 보고타와 카라카스, 과테말라시티, 리마, 멕시코시티, 포파얀, 포토시, 산토도밍고, 산티아고의 조폐창에서 발행했다. 주로 ¼, ½, 1, 2, 4, 8레알 은화와 ½, 1, 2, 4, 8에스쿠도 금화를 발행했으며, 동화는 16세기에 산토도밍고 조폐창에서 마라메디 동화를 발행했을 때와 19세기 초반에 상업을 촉진시키고자 카라카스 조폐창에서 동화를 발행했을 때를 빼면 식민지의 조폐창에서는 거의 발행하지 않았다.
1737년에 화폐 개혁으로 스페인 식민지 레알은 2½은동 레알 또는 85마라베디의 가치를 갖게 됐고, 강력한 은 레알 (real de plata fuerte)이라는 이름이 붙었으며 19세기 초반까지 레알의 기준이 됐다.
스페인 제국의 식민지들이 독립한 뒤에도 그곳들에서 레알 (real)로 액면이 표기된 통화들이 발행됐다.

## 같이 보기
- 페소
- 스페인 레알
- 스페인 달러
- 스페인 에스쿠도